# Aeroportul Regional Auburn University
Aeroportul Regional Auburn University (IATA: AUO, ICAO: KAUO, FAA LID: AUO) este un aeroport din Alabama, Statele Unite ale Americii ce deservește zona Auburn⁠(d). Aeroportul a fost tranzitat în 2019 de 96 de pasageri. A fost numit după zona deservită.
Situat la o altitudine de 237 m, aeroportul dispune de 2 piste.

## Infrastructură

### Piste
Aeroportul dispune de 2 piste. Pista 11/29 are suprafața de asfalt și dimensiunile 4.000 picioare × 75 picioare. Pista 18/36 are suprafața de asfalt și dimensiunile 5.264 picioare × 100 picioare. 